# Pequeños milagros
Pequeños milagros és una pel·lícula argentina dirigida per Eliseo Subiela que va llançar la casa productora Promisa. Es va estrenar a l'Argentina, el 4 de setembre de 1997.

## Argument
Rosalía és una noia introvertida i tímida que treballa com a caixera en un supermercat. Està fermament convençuda que és una fada i que es va quedar atrapada en aquest món. Un dia descobreix que és capaç de moure objectes amb la seva ment i té l'esperança de fer realitat la possibilitat d'ajudar a la gent amb aquest do. Santiago, un jove solitari, coneix a Rosalía a través d'una càmera que va instal·lar en una parada d'autobús. Dia a dia l'observa, sense sospitar que ella també busca l'amor i un miracle els acostarà.
Durant la pel·lícula s'intercalen entre els diàlegs referències textuals de Alejandro Casona Alejandro Casona (Mi querida queridísima…); així com versos de Fernando Pessoa (Tots els ocasos es van fondre en la meva ànima... o Hi ha tan poca gent que estimi els paisatges que no existeixen!...), entre d'altres. També, dins de la música de la pel·lícula es pot escoltar recurrentment el famós Adagi de Alessandro Marcello (Concert per a oboè en Re menor).
Com diu Eliseo Subiela, “a Pequeños milagros es mostra (més que es conta) la història d'una dona que es creia fada. Aquesta pel·lícula és un conte per a adults ferits i espantats enfront de la nit. Adults necessitats de recuperar alguna cosa de la infantesa perduda: una mica de fantasia i amor”.

## Repartiment
- Héctor Alterio com Pare de Rosalía
- Antonio Birabent com Santiago
- Mónica Galán com Susana
- Julieta Ortega com Rosalía[3]
- Ana María Picchio com Mare de Rosalía
- Francisco Rabal com Don Francisco
- Guadalupe Subiela com fada
- Maricel Álvarez

## Premis inominacions
Premis
Grand Prix al Festival Internacional de Films per la Infantesa i la Joventut, Tunis, 1999.
Nominacions
Nominada a dos premi Cóndor de Plata.
Nominada a la millor pel·lícula del XXX Festival Internacional de Cinema Fantàstic de Catalunya, 1997.